# Quai de Béthune
Quai de Béthune (Béthunovo nábřeží) je nábřeží v Paříži. Nachází se ve 4. obvodu na ostrově svatého Ludvíka.

## Poloha
Nábřeží vede po jižním okraji ostrova podél Seiny mezi mosty Sully a Tournelle. Začíná na jihovýchodním okraji ostrova u křižovatky s Boulevardem Henri-IV a končí na křižovatce s Rue des Deux-Ponts, odkud dále pokračuje Quai d'Orléans.

## Historie
Nábřeží bylo postaveno v letech 1614-1646 pod názvem Quai du Dauphin (Dauphinovo nábřeží), později Quai des Balcons (podle balkonů, které architekt Louis Le Vau zřídil na všech domech na nábřeží), za Velké francouzské revoluce se nazývalo Quai de la Liberté (nábřeží Svobody) a nakonec získalo jméno po ministrovi krále Jindřicha IV. Maximilienu de Béthune, baronu de Rosny, vévodovi de Sully (1559-1641).

## Zajímavé stavby
- Domy č. 2-12 a Square Barye se nacházejí na místě bývalého paláce Hôtel de Bretonvilliers, postaveného v letech 1637-1640 pro hraběte Clauda Le Ragois de Bretonvilliers, tajemníka finanční rady. Palác byl zbořen v roce 1840.
- Dům č. 16: Hôtel de Richelieu, palác nechal postavit v roce 1647 vévoda Louis-François-Armand de Vignerot de Richelieu, synovec kardinála Richelieu.
- Dům č. 18: Hôtel de Comans d'Astry - součást paláce Richelieu, postavený v roce 1643 pro Thomase de Comans d'Astry, který zde zemřel v roce 1661. Poté se stal majetkem vévody Richelieu. V tomto domě zemřel francouzský spisovatel Francis Carco (1886-1958).
- Domy č. 20 (Hôtel Lefèvre de la Barre) a č. 22 (Hôtel Lefebure de la Malmaison): parcely získal v letech 1643 a 1644 Antoine Lefèvre de la Barre, rada Pařížského parlamentu a v roce 1645 zde nechal vybudovat paláce. Mají společný dvůr. V domě č. 22 žil v letech 1842-1843 básník Charles Baudelaire.

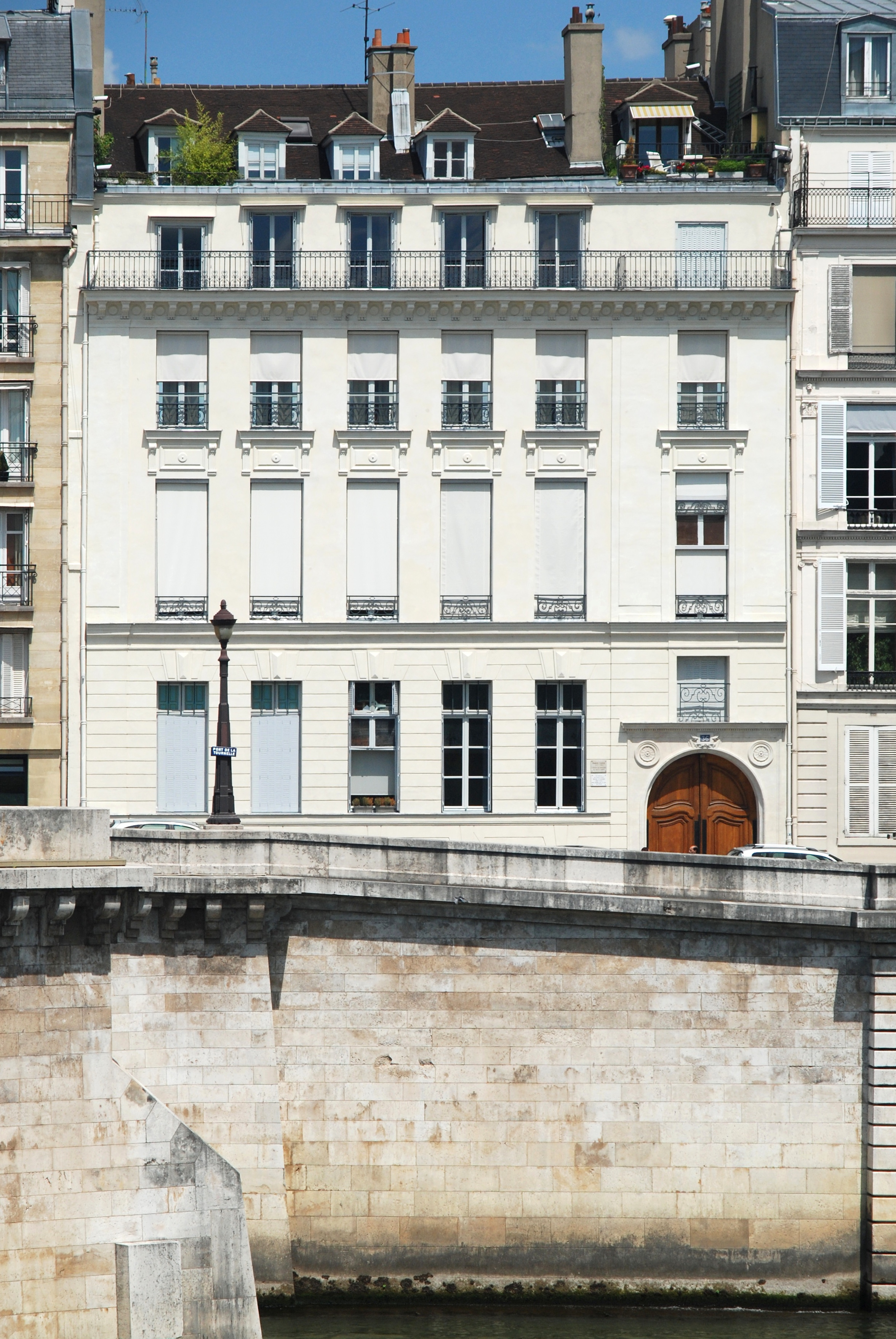
Dům č. 36

- Dům č. 24: stojí na místě paláce, který nechal postavit v letech 1641-1642 Louis Hesselin, ředitel dvorního baletu. Po něm palác nesl své jméno (Hôtel d'Hesselin). V roce 1669 jej získal François Molé de Charonne, královský rada a opat ze Sainte-Croix v Bordeaux. Od něj dům koupil v roce 1719 šlechtic Monerat, který ho roku 1787 prodal Ambrunovi de Moûtalets, intendantovi Auvergne. Posléze palác koupil šlechtic Brochant. Budova byla rozšířena na dvoupatrovou a mezi nájemníky byl např. papežský nuncius. Palác byl zbořen v roce 1934 a nahrazen dnešní stavbou. Bydlel zde francouzský prezident Georges Pompidou až do své smrti roku 1974. Byt zde měl i herec Louis de Funès. V domě rovněž bydlel a zemřel spisovatel Claude Mauriac (1914-1996).
- Dům č. 26: Hôtel Nicolas Sainctot též nazývaný Hôtel de Binanville postavený v letech 1639-1642 pro Nicolase Sainctota, správce královského domu a uvaděče velvyslanců. V 19. století dům koupil obchodník s vínem Perducet a nechal jej v roce 1839 upravit.
- Dům č. 28: Hôtel Claude Aubert-Perrot, postavený v letech 1640-1643. Claude Aubert byl správcem důchodů pařížské radnice. Budovu nechal v roce 1770 upravit nový majitel Pierre Perrot, prezident účetního dvora. Z této doby pocházejí tři basreliéfy na fasádě představující alegorie Sochařství, Malířství a Hudby.
- Dům č. 30: Hôtel Potard, postaven v letech 1640-1641 pro Louise Potarda, válečného komisaře. Jeho fasádu zdobí vytesané maskarony, girlandy a hudební nástroje z 18. století.
- Dům č. 32: Hôtel Gruyn de Bordes nechal vybudovat v letech 1640-1642 Philippe de Gruyn, správce daní v Alençonu.
- Dům č. 34: Hôtel Gontaut Biron, postavený v letech 1640-1642 pro účetního správce Simona Hugueta. V první polovině 18. století byl majitelem Louis Antoine de Gontaut, vévoda de Biron, po kterém dům nese jméno.
- Dům č. 36: nechal postavit v letech 1640-1642 Pierre Violle, vyšetřující prezident. V domě se scházeli členové frondy a po potlačeném povstání musel majitel odejít do exilu. Členové rodiny prodali dům v roce 1661 Pierrovi Forestovi, prvnímu královskému komorníkovi. V majetku této rodiny zůstal do roku 1762, kdy jej koupil Pierre Thomas Perrot, královský rada a v roce 1770 jej odkázal svému synovci. Dům zůstal několik let neobydlen. V 19. století byl majitelem Jules Jaluzot, zakladatel obchodního domu Printemps, který nechal palác přestavět, takže z původní stavby zůstalo pouze točité schodiště. V letech 1912-1934 zde žila Marie Curie a poté René Cassin.